# 海旋虫
海旋虫（学名：Spirema haliomma）为石太阳虫科旋虫属的动物。分布于北大西洋、格陵兰海以及中国东海等海域。